# 捷克民族社会党

捷克民族社会党标志

捷克民族社会党（捷克語：Česká strana národně sociální，缩写为ČSNS）是捷克的一个中间偏左政党。1897年4月4日，该党成立，最初取名为捷克斯拉夫民族工人党，后多次改名。1948年，该党改名为捷克斯洛伐克社会党。在社会主义时期，该党是捷克斯洛伐克共产党的卫星党，参加民族阵线，其成员主要是城市中的中层知识分子。1989年，捷克斯洛伐克政局剧变，该党退出民族阵线，并公开批评捷共。1990年1月5日，该党中央委员会发表声明，谴责捷共在1948年二月事件中的行为。1997年，该党改用现名。目前，该党是“够了！”联盟的成员。

## 名称
- 1897年—1898年：捷克斯拉夫民族工人党
- 1898年—1918年：捷克民族社会党
- 1918年—1919年：捷克社会党
- 1919年—1926年：捷克斯洛伐克社会党
- 1926年—1948年：捷克斯洛伐克民族社会党
- 1948年—1993年：捷克斯洛伐克社会党
- 1993年—1995年：自由民族社会党
- 1995年—1997年：自由民主人士—自由民族社会党
- 1997年至今：捷克民族社会党